# Kína demográfiája
Kína Ázsia második legnépesebb országa, és a világ második legnépesebb országa, lakossága megközelítőleg 1,4 milliárd fő.
Kína hatalmas népességgel rendelkezik, viszonylag kis létszámú fiatalkorúakkal, ami részben az 1979-től 2015-ig alkalmazott egygyermekes politikának köszönhető. A kínai állami média szerint 2022-től az ország teljes termékenységi rátája 1,09 volt.
Kína legalább 1950-től a világ legnépesebb országa volt, amíg 2023-ra India le nem előzte.
Az egyik becslés szerint 2023-ban Kína lakossága 1,409 milliárd volt, ami a 2020-as népszámlálásban rögzített 1,412 milliárdhoz képest csökkenést jelentett. 2020-ban egy másik becslés szerint a népesség valószínűleg 1,28 milliárd volt, és néhány évvel korábban India megelőzte. 2020-as népszámlálás szerint a lakosság 91,11%-a han kínai, 8,89%-a pedig kisebbséghez tartozott. A 2020-as népszámlálás szerint a lakosság 91,11%-a han kínai volt, 8,89%-a pedig kisebbséghez tartozott. Kína népességnövekedési rátája -0,15%, ezzel a 159. helyen áll a világon. 2010-ben végezte el Kína a hatodik országos népszámlálást, a hetedik népszámlálást pedig 2020 végén fejezték be, az adatokat 2021 májusában teszik közzé.

A népesség változása Kínában i.e. 400-tól

India és Kína népessége 1100 óta, a 2100-ig tartó előrejelzéssel együtt

1960 és 2015 között a népesség közel 1,4 milliárdra nőtt. Mao Ce-tung idején Kína népessége az 1949-es 540 millióról 1979-re 969 millióra nőtt, majdnem megduplázódott. Ez a növekedés az 1979-ben bevezetett egygyermekes politika miatt lelassult. A 2022-es adatok 1961 óta először mutatnak csökkenő népességszámot.

A korfa változása 1950 és 2022 között

Kína korszerkezeti előrejelzései 2100-ig